# Ceratitis fulicoides
Ceratitis fulicoides är en tvåvingeart som först beskrevs av Munro 1943.  Ceratitis fulicoides ingår i släktet Ceratitis och familjen borrflugor.
Artens utbredningsområde är Kongo. Inga underarter finns listade i Catalogue of Life.